# Зелёное (Хакасия)
Зелёное (хак. Кöк аал — село в Усть-Абаканском районе Хакасии

## География
расположено в 14 км на юго-западе от райцентра — пгт Усть-Абакан, в 13 км на север от г. Абакана, в 4 км на юго-восток от г. Черногорска.
Ближайшие ж.-д. ст. и аэропорт находятся в Абакане. Число хозяйств — 516, население — 1457 чел. (на 01.01.2004), в том числе русские (преобладают), украинцы, хакасы (1,5 %).

## История
Основано в 1928. Первоначальное название — Уйбатский опытно-мелиоративный участок, c 1933 — Хакасская опытно-мелиоративная станция. В 1965 г. Указом Президиума ВС РСФСР село Хакасской сельскохозяйственной опытной станции переименовано в Зелёное.
Основное направление хозяйства — опытно-аграрное учреждения НИИ аграрных проблем Хакасии, государственное учреждение «Хакасский республиканский центр по гидрометеорологии и мониторингу окружающей среды».
Имеются средняя общеобразовательная школа, дом культуры, библиотека, детская музыкальная школа (филиал), аграрный факультет Хакасского гос. университета им. Н. Ф. Катанова, памятник воинам-землякам, погибшим в Великой Отечественной войне.

## Население
| 2002 | 2010  |
| ---- | ----- |
| 1463 | ↗1499 |